# Тринідад і Тобаго на літніх Олімпійських іграх 1976
Тринідад і Тобаго брали участь у Літніх Олімпійських іграх 1976 року у Монреалі (Канада) увосьме за свою історію, і завоювали одну золоту медаль.

## Золото
- Легка атлетика, чоловіки, 100 метрів — Хаселі Кроуфорд.